# Podbrossy
Podbrossy (russisch Подбросы, internationaler englischsprachiger Titel Jumpman) ist ein Filmdrama von Iwan Iwanowitsch Twerdowski, das am 4. Juli 2018 beim Internationalen Filmfestival Karlovy Vary seine Premiere feierte.

## Handlung
16 Jahre nachdem die blutjunge Oksana ihren Sohn Denis in einer Babyklappe abgelegt hat, entführt sie ihn aus dem Kinderheim, in dem er nun lebt. Der Junge verfügt über eine außerordentliche Gabe, denn er kann keinen physischen Schmerz spüren, ein Defekt, aus dem Oksana Profit schlagen will. So wirft sich Denis vor Autos, um Schmerzensgeld abzukassieren.

## Produktion
Regie führte Iwan Iwanowitsch Twerdowski, der auch das Drehbuch schrieb. Es handelt sich nach Lenas Klasse und Zoologija um den dritten Teil einer filmischen Trilogie von Twerdowski über die Anomalien des Lebens im heutigen Russland, in der Außenseiter im Mittelpunkt stehen, die mit aller Härte von den Brutalitäten der gesellschaftlichen Umstände getroffen werden.
Die Hauptrolle von Denis wurde mit dem Nachwuchsdarsteller Denis Wlassenko besetzt, der in dieser sein Schauspieldebüt gab. In weiteren Rollen sind Anna Slju, Danil Steklow, Vilma Kunavičiūtė und Pawel Tschinarjow zu sehen.
Eine erste Vorstellung des Films erfolgte am 4. Juli 2018 beim Internationalen Filmfestival Karlovy Vary. Im Oktober 2018 wurde er beim Chicago International Film Festival vorgestellt.  In Deutschland wurde er erstmals im Rahmen des Filmfestival Cottbus im November 2018 gezeigt. Im November 2018 erfolgte auch eine Vorstellung beim Internationalen Filmfestival Thessaloniki in der Sektion Open Horizons, im Januar 2019 beim Göteborg International Film Festival.

## Rezeption

### Kritiken
Fabian Wallmeier von RBB 24 schreibt, Denis Wlassenko sei in der Rolle dieses „Jumpmans“ eine große Entdeckung.

### Auszeichnungen (Auswahl)
Der Film befindet sich in einer Vorauswahl für den Europäischen Filmpreis 2019. Im Folgenden eine Auswahl weiterer Auszeichnungen und Nominierungen.
Chicago International Film Festival 2018
- Nominierung als Bester Spielfilm für den Gold Hugo (Iwan Iwanowitsch Twerdowski)

Filmfestival Cottbus 2018
- Auszeichnung als Bester Regisseur (Iwan Iwanowitsch Twerdowski)[2]